# スターダスト上海
「スターダスト上海」は、1987年10月21日にリバスターより発売された橋幸夫の157枚目のシングル（7RC-0084）。カセットテープ形式（10RM-0021）でも発売された。

## 概要
- 作詞は橋本淳、作曲は平尾昌晃、編曲は馬飼野俊一とビクター時代から何度も共演している作家による楽曲で、橋のリバスター移籍後の10枚目のシングルとなっている[1]。
- 橋本とは、60年代後期にGS系の楽曲でシングル5枚10曲。平尾とは、シングルは少ないが、同じ吉田門下に属し、オリジナルアルバムで共演。馬飼野とは、橋夫妻が制作した「小さな寝顔」（SV-2414）以来、シングルやアルバムで共演している。
- 本楽曲はステファニーとのデュエット曲で、リバスターでのデュエット曲としては安倍里葎子とデュエットした「 今夜は離さない」以来2曲目となる。吉永小百合、三沢あけみ、金沢明子、山中みゆき、西川峰子、リバスターでは安倍里葎子と多くの女性歌手とデュエット曲を発表した橋だが、本楽曲以降、ビクター復帰後の2018年7月25日発売の『君の手を』（共演：林よしこ）まで女性とのデュエット曲を発表していなかった。
- ステファニーは、1996年9月米国オハイオ生まれで、本楽曲発表当時は20歳であった[2]。
- 平尾のヒット曲「カナダからの手紙」を思わせる曲で、橋は、「上海にも公演し.....押せば売れると思ったが、ステファニーが結婚のため突然離脱.....いい曲だったから惜しかった」と回顧している[3]。
- c/wの「山河緑なり」も同一作家による楽曲である。

## 収録曲
- 両楽曲共に、作詞：橋本淳／作曲：平尾昌晃／編曲：馬飼野俊一

1. スターダスト上海（歌唱：橋幸夫、ステファニー）
2. 山河緑なり（歌唱：橋幸夫）

## 共演
- ステファニー

## 収録アルバム
- 『橋幸夫／ベスト・シングル・コレクション』（1990年12月15日）　RVCI-00003／リバスター
- 『60周年記念デュエットベスト〜星よりひそかに 雨よりやさしく〜』（2019年7月3日）　VICL-65207／ビクター